# Płuhatar (obwód dniepropetrowski)
Płuhatar (ukr. Плугатар, do 2016 Czerwonyj Płuhatar, ukr. Червоний Плугатар) – wieś na Ukrainie, w obwodzie dniepropetrowskim, w rejonie krzyworoskim, w hromadzie Karpiwka. W 2001 liczyła 72 mieszkańców, spośród których 63 wskazało jako ojczysty język ukraiński, a 9 rosyjski.